# 长梗朝鲜柳
长梗朝鲜柳（学名：Salix koreensis var. pedunculata）为杨柳科柳属下的一个变种。

## 扩展阅读
- 維基物種上的相關：长梗朝鲜柳